# Glomus (fong)
Glomus és un gènere de fongs glomeromicets de la família de les glomeràcies (Glomeraceae). Produeixen micorrizes arbusculars (AM) i totes les seves espècies formen relacions de simbiosi (micorriza) amb les arrels de les plantes. Glomus és el gènere més gran dels fongs tipus AM, però actualment està definit com a no monofilètic.

## Classificació
Alguns membres del gènere s'havien descrit originàriament com espècies dins el gènere Sclerocystis, però aquest gènere s'ha transferit totalment a Glomus.
Glomus està probablement relacionat amb el fong fòssil Glomites, descobert en els dipòsits del Rhynie chert del període Devonià (400 milions d'anys enrere).

## Ecologia
Com altres fongs del tipus AM, totes les espècies de Glomus es creu que són simbionts obligats que depenen de la seva associació micorrizítica amb les arrels de les plantes hoste per a poder completar el seu cicle vital. No es poden cultivar en laboratori en absència de la planta hoste. Les espècies de Glomus es troben en pràcticament tots els hàbitats terrestres, incloent-hi la terra llaurable, els deserts, prats, bosc tropical i la tundra.
Els fongs micorrizítics arbusculars poden proporcionar molts beneficis a les seves plantes hoste, incloent-hi la captura de nutrients, resistència a la secada i la resistència a malalties. Tanmateix, la simbiosi no és mutualística en totes les circumstàncies i sovint és parasítica, amb efecte en detriment amb el creixement de la planta. Rarament algunes plantes poden parasitar aquests fongs.

## Cicle vital
Les espècies de Glomus tenen només reproducció asexual. Les seves espores es produeixen a la punta de les hifes ja sia dins les arrels de l'hoste o fora de les arrels en el sòl. Encara que siguin clamidòspores, aquestes espores germinen i el tub germinatiu que es produeix creix a través del sòl fins que arriba a contactar amb l'arrel. Aleshores els fongs penetren en la paret cel·lular i creixen dins les cèl·lules de les arrels. Dins l'arrel el fong forma arbúsculs els quals estan molt embrancats en estructures d'hifes que serveixen de lloc d'intercanvi de nutrients amb la planta. Els arbúsculs estan envoltats per una membrana cel·lular invaginada, per tant romanen dins l'apoplast. El fong també pot formar vesícules, estructures inflades que es creu que tenen la funció d'òrgans d'emmagatzemament d'aliments.

## Significació agrícola
Diverses espècies de Glomus, incloent-hi G. aggregatum, es cultiven i es venen com inoculants micorizítics en sòls agrícoles. Una espècie, G. macrocarpum (i possiblement també G. microcarpum), causa una malaltia fúngica al tabac.

## Taxonomia
- Glomus aggregatum
- Glomus etunicatum
- Glomus fasciculatum
- Glomus intraradices
- Glomus microaggregatum
- Glomus mosseae